# Санта Паломба (Рим)
Санта Паломба је насеље у Италији у округу Рим, региону Лацио.
Према процени из 2011. у насељу је живело 34 становника. Насеље се налази на надморској висини од 138 м.